# Epectris aenobarbus
Epectris aenobarbus là một loài nhện trong họ Oonopidae.
Loài này thuộc chi Epectris. Epectris aenobarbus được miêu tả năm 1978 bởi Brignoli.
Loài này được phát hiện ở Bhutan.